# Gare d’Ondres
Gare d'Ondres – stacja kolejowa w Ondres, w departamencie Landy, w regionie Nowa Akwitania, we Francji.
Jest stacją Société nationale des chemins de fer français (SNCF), obnsługiwaną przez pociągi TER Aquitaine.